# Concord (Massachusetts)
Pour les articles homonymes, voir Concord.
Concord est une ville historique des États-Unis, située dans le Massachusetts, comté de Middlesex, comptant 17 668 habitants au recensement de 2010. On peut notamment y voir l'étang de Walden et de nombreux témoignages de l'Amérique coloniale.

## Histoire
Concord a été créé en 1635 et fut le champ de la batailles de Lexington et Concord, durant la guerre d'indépendance, le 19 avril 1775. La ville a également une riche histoire littéraire. Henry David Thoreau, Ralph Waldo Emerson, Nathaniel Hawthorne et  Louisa May Alcott vécurent et travaillèrent à Concord. C'est d'ailleurs dans cette ville que se déroule la plus grande partie de l'histoire des Les Quatre Filles du docteur March.
Le cimetière de Sleepy Hollow accueille les notabilités de la ville.

## Géographie
La ville s'étend sur 67,1 km2, dont 2,5 km2 d'eau (3,75 % de la surface totale). On y trouve notamment l'Étang de Walden.

## Personnalités liées à la commune
- Henry David Thoreau (1817-1862), essayiste, enseignant, philosophe, naturaliste amateur et poète américain, est né et est mort à Concord.
- Louisa May Alcott, y vécut et y écrivit les Quatre Filles du docteur March.
- Steve Carell, acteur, est né à Concord en 1962.
- Alan Lightman (1948-) physicien y vit.
- Paget Brewster, actrice américaine, est née à Concord en 1968

## Jumelage
- Nanae (Japon)
- Saint-Mandé (France)
- San Marcos (Nicaragua)

## Dans la fiction
Concord apparaît dans les jeux vidéo Assassin's Creed III, Assassin's Creed Valhalla et Fallout 4.